# Дерева Маркіяна Шашкевича

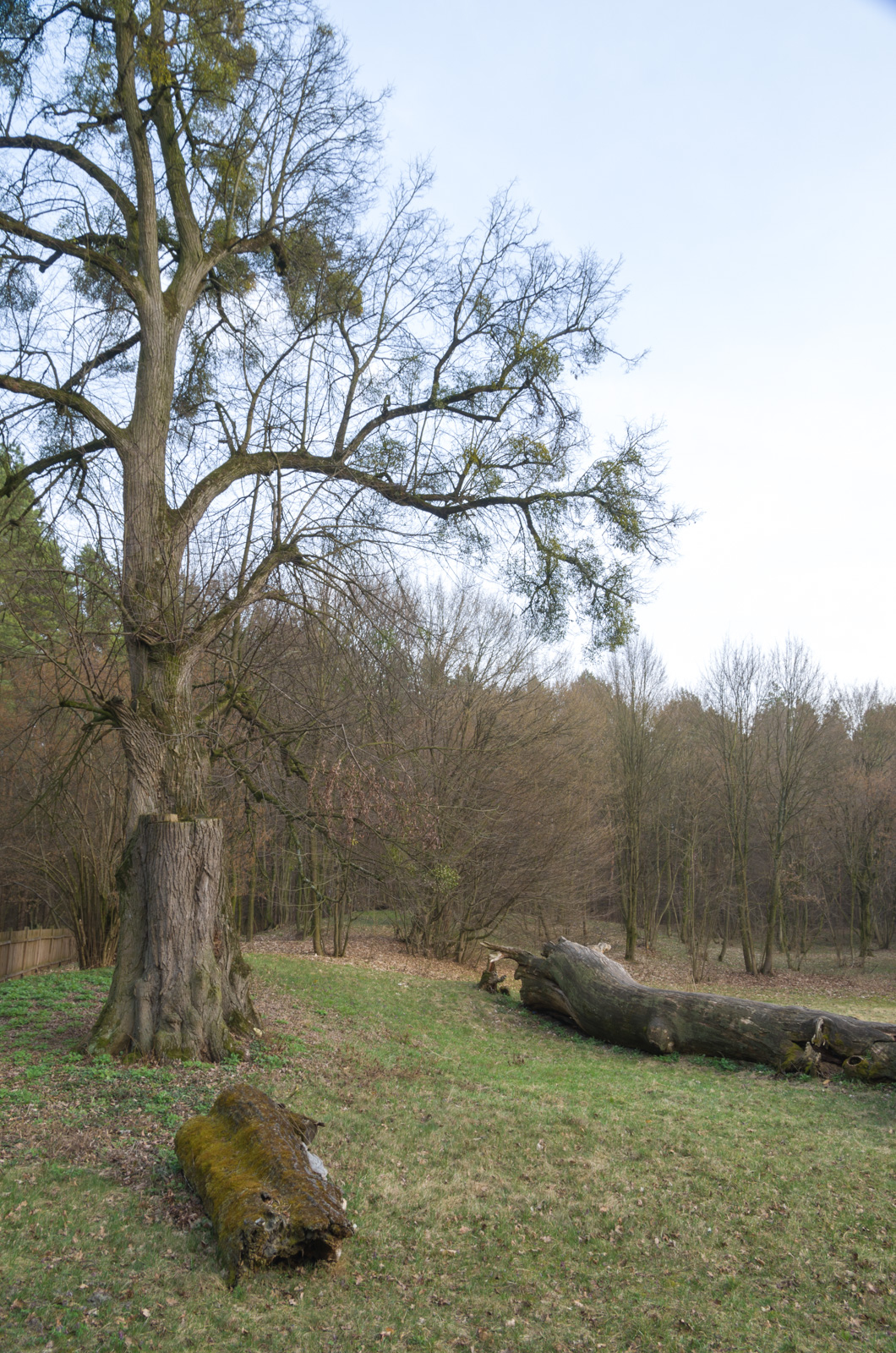
Фрагменти дерев Шашкевича

Дере́ва Маркія́на Шашке́вича — меморіальні дуб і липа, ботанічна пам'ятка природи місцевого значення в Україні. Ростуть на території музею Маркіяна Шашкевича, що в селі Підлисся Золочівського району Львівської області. 
Оголошені пам'яткою природи за матеріалами Київського еколого-культурного центру в 2011 році. Названо на честь відомого українського просвітителя Маркіяна Шашкевича. 
- Дуб, обхват 5,80 м, висота 22 м, вік понад 500 років.
- Липа, обхват 4,80 м, висота 22 м, вік близько 300 років[1].